# Bosque Farms, Novi Meksiko
Bosque Farms  je selo u okrugu Valenciji u američkoj saveznoj državi Novom Meksiku. Prema popisu 2000. u Bloomfieldu je živjelo 4.092 stanovnika. Dio je metropolitanskog statističkog područja Albuquerquea.

## Povijest
Današnji Bosque Farms nekad je bio dio španjolskog land granta koji datira iz 1716. godine. Prvo se zvao Bosque del Pino (Borova šuma), ili Los Pinos.
Zemljište je mnogo puta mijenjalo vlasnike sve dok za vrijeme Velike gospodarske krize ga nije kupila New Mexico Rural Rehabilitation Corporation, koja ga je 1935. prodala saveznoj agenciji Upravi za preseljenje (Resettlement Administration). Uprava je preimenovala predio u Bosque Farms i napravila od njega poljodjelski projekt preseljenja za izbjeglice Prašnjavih tridesetih kad su brojne pješčane oluje harale američko-kanadskim prerijama. Tradicijske farme nisu uspjele zbog loših tala, pa su se obitelji koje su ostale okrenule mljekarskom stočarstvu, koje je postalo glavna proizvodnja sve do 1960-ih.
Bosque Farms inkorporiran je 1974. godine.

## Zemljopis
Grad leži u dolini rijeke Rio Grande. Zemljopisni položaj Bosque Farmsa je 34°51′12″N 106°41′57″W / 34.85333°N 106.69917°W (34.853392, -106.699251). Prema Uredu SAD-a za popis stanovništva, zauzima 10,2 km2 suhozemne.

## Obrazovanje
Bosque Farms dio je školskog okruga Los Lunasa.

## Vanjske poveznice
- Službena stranica